# Hillerød Svømmeklub
Hillerød Svømmeklub er den eneste svømmeklub i byen Hillerød. Klubben holder til i Hillerød Svømmehal, men de har også et klubhus ved siden af halen kaldt bane 7. Klubben blev stiftet den 8. december 1966. I dag har klubben 1150 medlemmer hvoraf 75 af dem er konkurrencesvømmere.